# Encalypta microstoma
Encalypta microstoma là một loài rêu trong họ Encalyptaceae. Loài này được Bals.-Criv. & De Not. mô tả khoa học đầu tiên năm 1838.